# Alfred Nzo
Alfred Nzo – dystrykt w Republice Południowej Afryki, w Prowincji Przylądkowej Wschodniej. Siedzibą administracyjną dystryktu jest Mount Ayliff.
Dystrykt dzieli się na gminy:
- Umzimvubu
- Matatiele
- Mbizana (od 2011 roku)
- Ntabankulu (od 2011 roku)